# Hrabia Lindsay

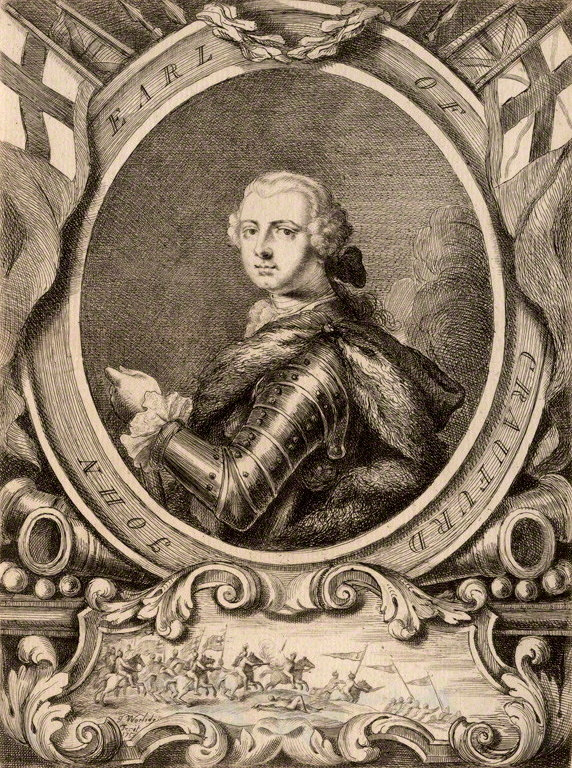
John Lindsay, 20 hrabia Crawford (1702-1749)

## Informacje ogólne
- Dodatkowymi tytułami Hrabiego Lindsay są:
  - Hrabia Lindsay - kreowany w 1633r. w parostwie Szkocji dla Johna Lindsaya 10. Lorda Lindsay of The Byres
  - Wicehrabia Garnock - kreowany w 1703r. w parostwie Szkocji dla Johna Lindsaya - wnuka 1. Hrabiego Lindsay
  - Wicehrabia Mount Crawford - kreowany w 1703r. jako dodatkowy tytuł Wicehrabiego Garnock
  - Lord Lindsay of The Byres - kreowany w 1445r. w parostwie Szkocji dla Sir Johna Lindsaya - potomka 3. Hrabiego Crawford
  - Lord Parbroath - kreowany w 1633r. w parostwie Szkocji jako dodatkowy tytuł Hrabiego Lindsay
  - Lord Kilbirnie, Kingsburn i Drumry - kreowany w 1703r. jako dodatkowy tytuł Wicehrabiego Garnock
- Najstarszy syn hrabiego Lindsay nosi tytuł: Wicehrabiego Garnock
- Rodową siedzibą hrabiów Lindsay jest Lahill House niedaleko Leven w hrabstwie Fife
- Starszą gałęzią rodu Lindsay są: Hrabiowie Crawford & Balcarres

Lordowie Lindsay 1. kreacji (parostwo Szkocji)
Wszystkie tytuły: Lord Lindsay of The Byres
- 1445–1482: John Lindsay, 1. Lord Lindsay
- 1482–1490: David Lindsay, 2. Lord Lindsay - Syn 1. Lorda Lindsay
- 1490–1497: John Lindsay, 3. Lord Lindsay - Syn 1. Lorda Lindsay, Brat 2. Lorda Lindsay
- 1497–1526: Patrick Lindsay, 4. Lord Lindsay - Syn 1. Lorda Lindsay, Brat 3. Lorda Lindsay
  - Sir John Lindsay - Syn 4. Lorda Lindsay
- 1526–1563: John Lindsay, 5. Lord Lindsay - Wnuk 4. Lorda Lindsay, Syn Sir Johna Lindsay
- 1563–1589: Patrick Lindsay, 6. Lord Lindsay - Syn 5. Lorda Lindsay
- 1589–1601: James Lindsay, 7. Lord Lindsay - Syn 6. Lorda Lindsay
- 1601–1609: John Lindsay, 8. Lord Lindsay - Syn 7. Lorda Lindsay
- 1609–1616: Robert Lindsay, 9. Lord Lindsay - Syn 7. Lorda Lindsay, Brat 8. Lorda Lindsay
- 1616–1678: John Lindsay, 10. Lord Lindsay - Syn 9. Lorda Lindsay

Kolejni Lordowie Lindsay of The Byres to Hrabiowie Crawford & Lindsay
Hrabiowie Lindsay 1. kreacji (parostwo Szkocji)
Wszystkie tytuły: Hrabia Crawford, Hrabia Lindsay, Lord of The Byres, Lord of Newdosk & Glenesk, Lord Parbroath
- 1633–1678: John Lindsay, 1. Hrabia Lindsay i 17. Hrabia Crawford - Syn 9. Lorda Lindsay
- 1678–1698: William Lindsay, 2. Hrabia Lindsay i 18. Hrabia Crawford - Syn 17. Hrabiego Crawford
- 1698–1713: John Lindsay, 3. Hrabia Lindsay i 19. Hrabia Crawford - Syn 18. Hrabiego Crawford
- 1713–1749: John Lindsay, 4. Hrabia Lindsay i 20. Hrabia Crawford - Syn 19 Hrabiego Crawford

 Kolejnymi Hrabiami Crawford & Lindsey są Wicehrabiowie Garnock
Wicehrabiowie Garnock 1. kreacji (parostwo Szkocji)
Wszystkie tytuły: Wicehrabia Garnock, Wicehrabia Mount Crawford, Lord Kilbirny, Kingsburn & Drumry
- 1633–1678: John Lindsay, 1. Hrabia Lindsay i 17. Hrabia Crawford - Syn 9. Lorda Lindsay
  - Lord Patrick Lindsay - Syn 17. Hrabiego Crawford & 1. Hrabiego Lindsay
- 1703–1708: John Lindsay, 1. Wicehrabia Garnock - Wnuk 17. Hrabiego Crawford, Syn Lorda Patricka Lindsay
- 1708–1735: Patrick Lindsay, 2. Wicehrabia Garnock - Syn 1. Wicehrabiego Garnock
- 1735–1739: John Lindsay, 3. Wicehrabia Garnock - Syn 2. Wicehrabiego Garnock
- 1739–1781: George Lindsay, 4. Wicehrabia Garnock & 21. Hrabia Crawford & 5. Hrabia Lindsay - Syn 2. Wicehrabiego Garnock & Brat 3. Wicehrabiego Garnock

 Kolejnymi Wicehrabiami Garnock są Hrabiowie Crawford & Lindsey
Hrabiowie Lindsay 1. kreacji (parostwo Szkocji) - Kontynuacja
Wszystkie tytuły: Hrabia Crawford, Hrabia Lindsay, Wicehrabia Garnock, Wicehrabia Mount Crawford
Lord Lindsay of The Byres, Lord of Newdosk & Glenesk, Lord Parbroath, Lord Kilbirny, Kingsburn & Drumry
- 1749–1781: George Lindsay-Crawford, 5. hrabia Lindsay i 21. hrabia Crawford - Syn 2. Wicehrabiego Garnock
- 1781–1808: George Lindsay-Crawford, 6. hrabia Lindsay i 22. hrabia Crawford - Syn 21. Hrabiego Crawford

Kolejnymi Hrabiami Crawford są Hrabiowie Balcarres - potomkowie Davida Lindsaya 3. Hrabiego Crawford
Kolejnymi Hrabiami Lindsay są Lindsayowie z Kirkforthar - potomkowie 4. Lorda Lindsaya of The Byres
Hrabiowie Lindsay 1. kreacji (parostwo Szkocji) - Kontynuacja
Wszystkie tytuły: Hrabia Lindsay, Wicehrabia Garnock,Wicehrabia Mount Crawford
Lord of The Byres, Lord Parbroath, Lord Kilbirny, Kingsburn & Drumry
- 1808–1809: David Lindsay, 7. Hrabia Lindsay - daleki kuzyn poprzednika, potomek w 10 pokoleniu 4. Lorda Lindsay of The Byres

Kolejnymi Hrabiami Lindsay są Lindsayowie z St. Andrews - potomkowie 4. Lorda Lindsaya of The Byres
Hrabiowie Lindsay 1. kreacji (parostwo Szkocji) - Kontynuacja
Wszystkie tytuły: Hrabia Lindsay, Wicehrabia Garnock,Wicehrabia Mount Crawford
Lord of The Byres, Lord Parbroath, Lord Kilbirny, Kingsburn & Drumry
- 1809–1839: Patrick Lindsay, 8. Hrabia Lindsay - daleki kuzyn poprzednika, potomek w 10 pokoleniu 4. Lorda Lindsay of The Byres

Kolejnymi Hrabiami Lindsay są Lindsayowie z Kilconquhar - potomkowie 4. Lorda Lindsaya of The Byres
Hrabiowie Lindsay 1. kreacji (parostwo Szkocji) - Kontynuacja
Wszystkie tytuły: Hrabia Lindsay, Wicehrabia Garnock,Wicehrabia Mount Crawford
Lord of The Byres, Lord Parbroath, Lord Kilbirny, Kingsburn & Drumry, Baronet Lindsay of Kilconquhar
- 1839–1851: Henry Lindsay, 9. Hrabia Lindsay - daleki kuzyn poprzednika, potomek w 10 pokoleniu 4. Lorda Lindsay of The Byres
- 1851–1894: John Trotter Lindsay, 10. hrabia Lindsay - Syn 9. Hrabiego Lindsay

Kolejnymi Hrabiami Lindsay są Lindsayowie z Wolmerston - potomkowie 4. Lorda Lindsaya of The Byres
Hrabiowie Lindsay 1. kreacji (parostwo Szkocji) - Kontynuacja
Wszystkie tytuły: Hrabia Lindsay, Wicehrabia Garnock,Wicehrabia Mount Crawford
Lord of The Byres, Lord Parbroath, Lord Kilbirny, Kingsburn & Drumry
- 1894–1917: David Clarke Lindsay, 11. Hrabia Lindsay - daleki kuzyn poprzednika, potomek w 10 pokoleniu 4. Lorda Lindsay of The Byres
- 1917–1939: Reginald Lindesay-Bethune, 12. Hrabia Lindsay - Syn 11. Hrabiego Lindsay
- 1939–1943: Archibald Lionel Lindsay, 13. Hrabia Lindsay - Syn. 11 Hrabiego Lindsay, Brat 12. Hrabiego Lindsay
- 1943–1985: William Tucker Lindsay, 14. Hrabia Lindsay - Syn 13. Hrabiego Lindsay
- 1985–1989: David Lindsay-Bethune, 15. hrabia Lindsay - Syn 14. Hrabiego Lindsay
- 1989 -: James Randolph Lindesay-Bethune, 16. Hrabia Lindsay - Syn 15. Hrabiego Lindsay

Linia sukcesji: 
- William James Lindsay-Bethune, wicehrabia Garnock (ur. 1990) - Syn 16. Hrabiego Lindsay
- Lord David Lindsay (ur. 1993) - Syn 16. Hrabiego Lindsay
- Lord John Lindsay (ur. 1929) - Syn 14. Hrabiego Lindsay
  - Sir Nicholas Lindsay (ur. 1956) - Wnuk 14. Hrabiego Lindsay
    - Sir Andrew Lindsay (ur. 1979) - Prawnuk 14. Hrabiego Lindsay
    - Sir Henry Lindsay (ur. 1983) - Prawnuk 14. Hrabiego Lindsay
    - Sir Dominick Lindsay (ur. 1985) - Prawnuk 14. Hrabiego Lindsay

  - Sir Jonathan Lindsay (ur. 1959) - Wnuk 14. Hrabiego Lindsay
    - Sir Kevin Lindsay (ur. 1989) - Prawnuk 14. Hrabiego Lindsay

  - Sir Simon Lindsay (ur. 1962) - Wnuk 14. Hrabiego Lindsay